# Marguerite Clark
Marguerite Clark   (Avondale, 22 de febrer de 1883 - Nova York, 25 de setembre de 1940) va ser una actriu de teatre i cinema mut estatunidenca. Com a actriu de cinema, Clark va arribar a ser la segona més popular després de Mary Pickford. Amb algunes excepcions i alguns fragments, la majoria de les pel·lícules de Clark es consideren perdudes.

## Primers anys

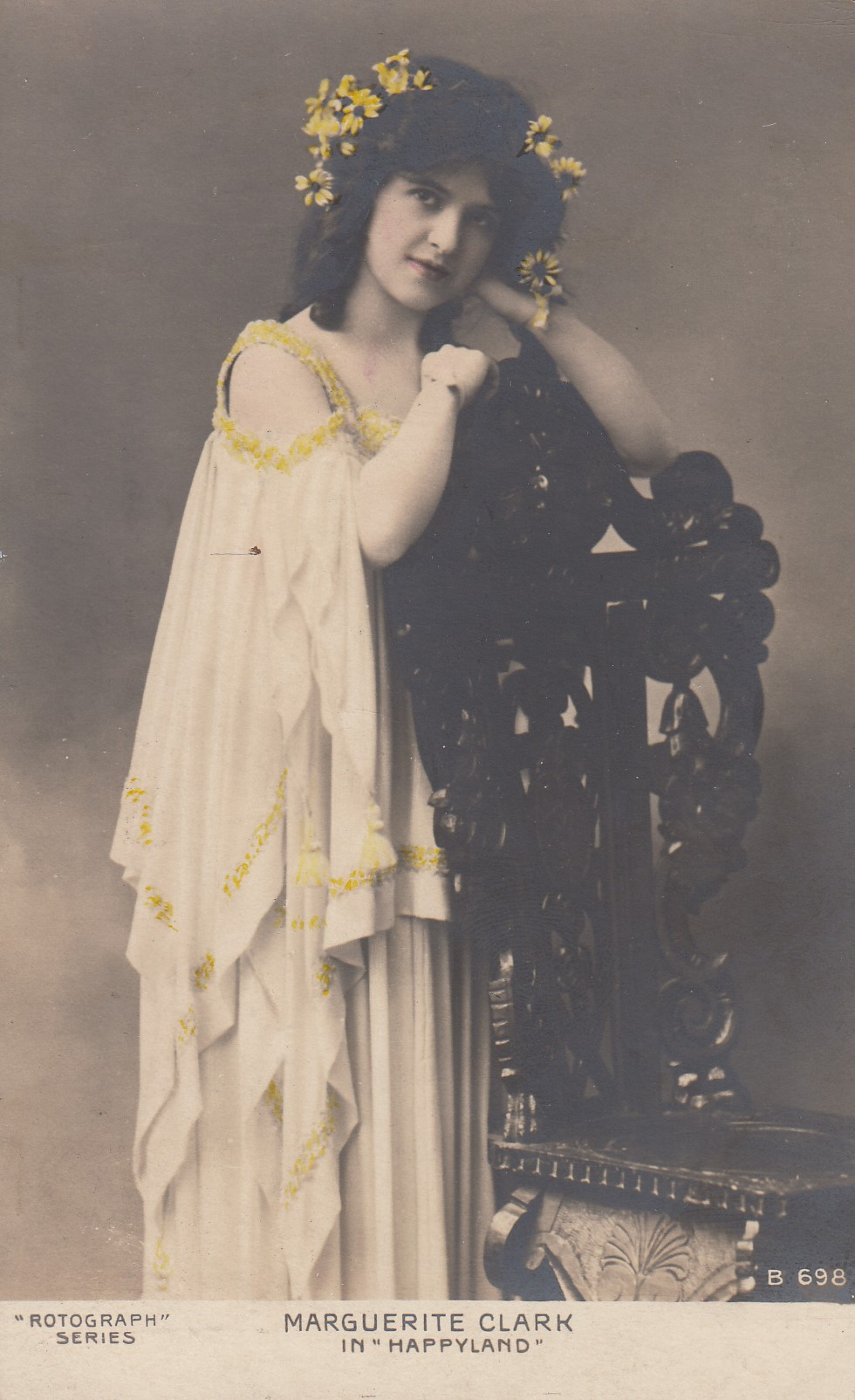
Postal tintada a mà de Clark a l'obra Happyland

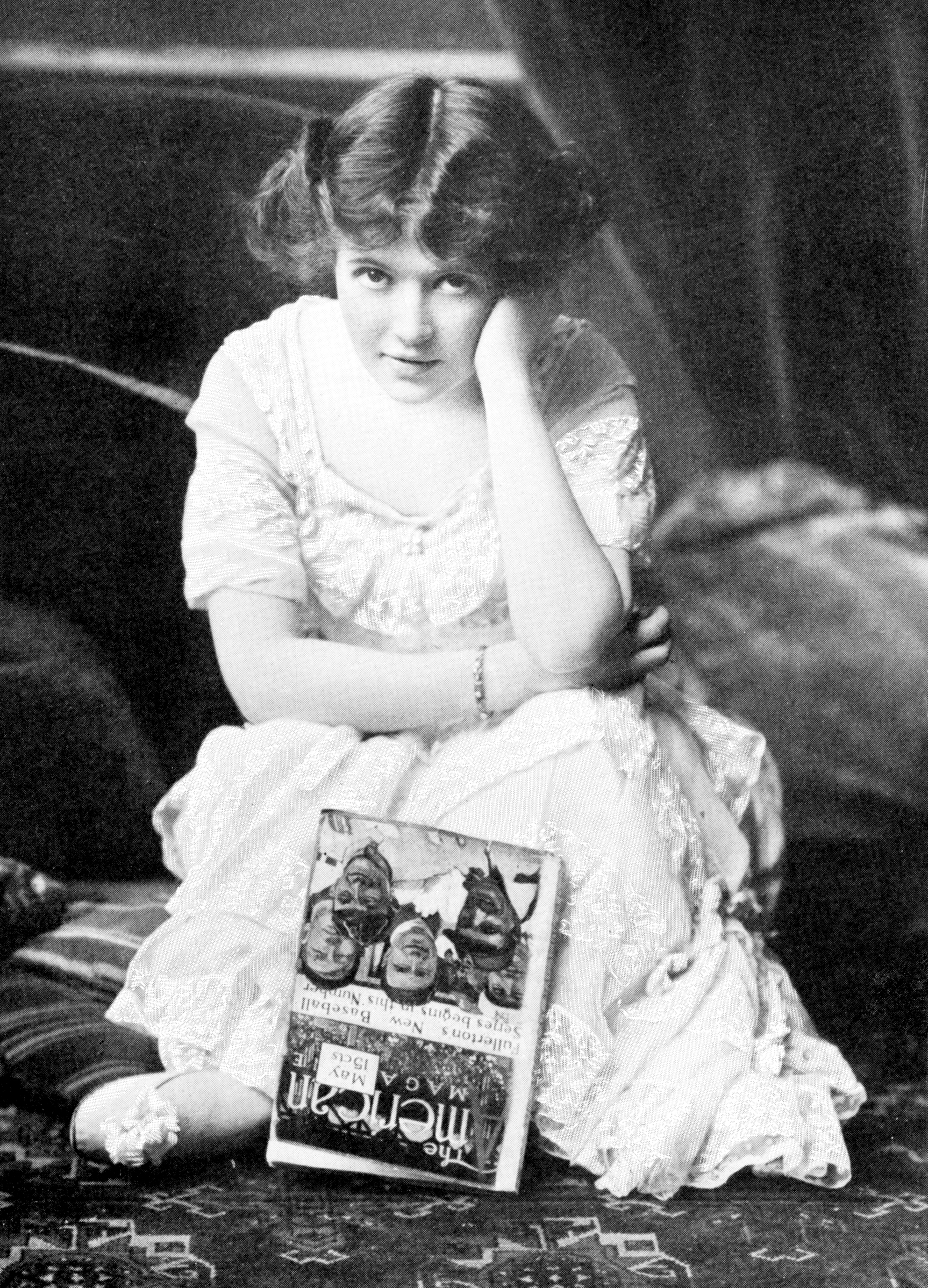
Clark el 1912, any en què va protagonitzar dues obres de Broadway: Blancaneus i els set nans i The Affairs of Anatol.

Nascuda a Avondale, Cincinnati, Ohio, el 22 de febrer de 1883, va ser la tercera filla d'Augustus "Gus" James i Helen Elizabeth Clark. Tenia una germana gran, Cora, i un germà gran anomenat Clifton. La mare de Clark, la Helen, va morir el 21 de gener de 1893. El seu pare va treballar a la seva pròpia merceria d'èxit situada al centre de Cincinnati. El seu pare va morir el 29 de desembre de 1896. Després de la seva mort, la germana de Clark, Cora, va ser nomenada la seva tutora legal i la va treure de l'escola pública per continuar la seva educació a l'Acadèmia Ursuline.

## Carrera escènica (1899-1914)
Marguerite Clark va acabar l'escola als 16 anys, va decidir seguir una carrera al teatre, fent la seva primera aparició a l'escenari com a membre de la Strakosh Opera Company el 1899.
Va fer el seu debut a Broadway el 1900. La jove, amb 17 anys, va actuar en diferents escenaris. El 1903, es va veure a Broadway al costat del còmic DeWolf Hopper a Mr. Pickwick. El seu 1,98 m va eclipsar a Clark "petita i delicada" que feia 1,5 metres. Va tornar a actuar al costat de Hopper a Happyland el 1905. Van seguir diversos papers d'aventura i fantasia. El 1909, Clark va protagonitzar la capriciosa obra de teatre The Beauty Spot, establint les històries de fantasia que aviat es convertirien en el seu segell distintiu. El 1910, Clark va aparèixer a The Wishing Ring, una obra de teatre dirigida per Cecil B. DeMille que després va ser convertida en una pel·lícula per Maurice Tourneur. Aquella mateixa temporada de 1910 Clark va aparèixer a Baby Mine, una obra popular produïda per William A. Brady.
El 1912, Clark va actuar en un paper principal amb John Barrymore, Doris Keane i Gail Kane a l'obra The Affairs of Anatol, posteriorment convertida en una pel·lícula amb el mateix títol pel futur estudi de cinema de Clark Famous Players–Lasky i dirigida per DeMille. Aquell mateix any, va protagonitzar un relat de La Blancaneus i els set nans. El conte clàssic va ser adaptat per a l'escenari per Winthrop Ames (escrivint sota el pseudònim de Jessie Braham White), que va supervisar de prop la seva producció al seu Little Theatre de Nova York i va seleccionar personalment l'actriu principal. Clark va interpretar el seu delicat paper, i l'obra va tenir un èxit fins a 1913.
Després de veure l'actuació de Clark en una reestrena de Merely Mary Ann (1914), el productor de cinema Adolph Zukor la va contractar per fer pel·lícules amb la seva Famous Players Film Company, i durant els dos anys següents va ser seleccionada per a papers protagonitzats en més d'una dotzena de llargmetratges. A continuació, va repetir el seu paper escènic en una pel·lícula que definiria el personatge de Clark: l'influent versió de 1916 de Blancaneus.

## Carrera cinematogràfica

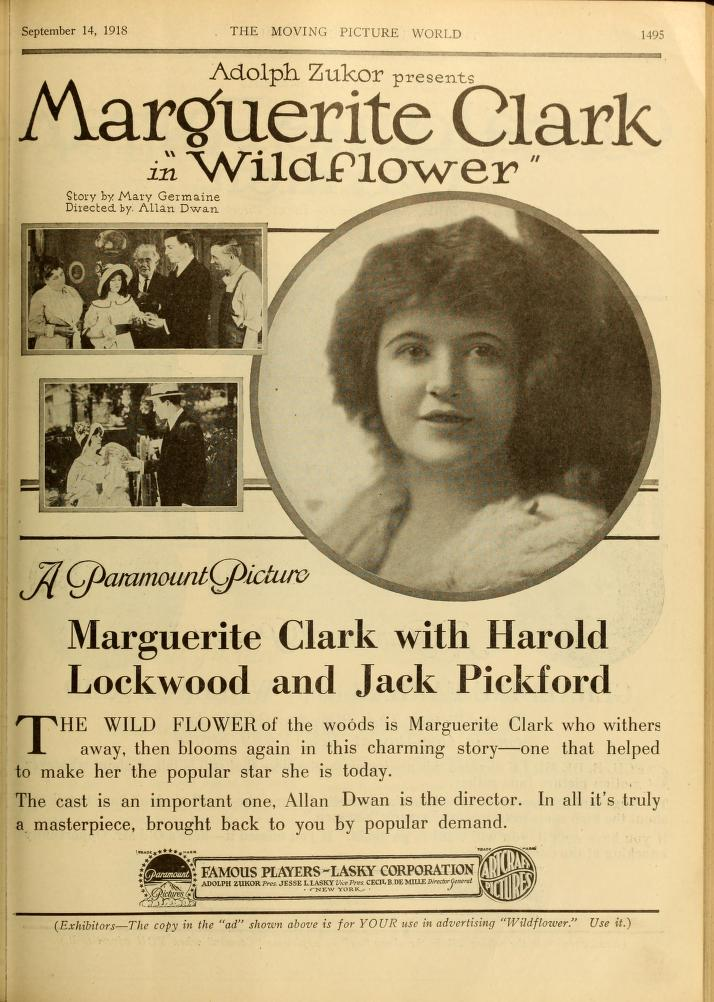
Anunci de Wildflower a Moving Picture World (1918)

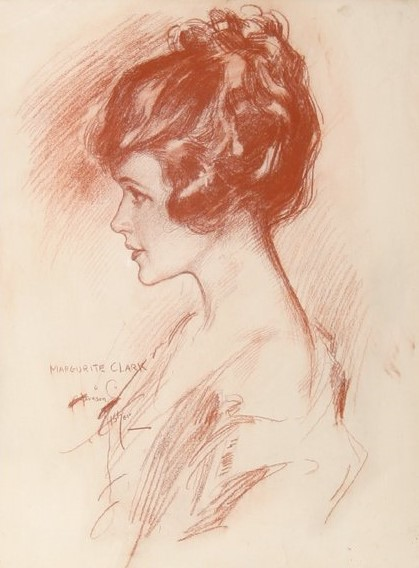
Marguerite Clark per Harrison Fisher, un dibuix de llapis de colors vermell fet per a l'edició del 24 de març de 1918 dAmerican Weekly

Als 31 anys, era relativament gran a la vida per a una actriu de cinema per començar una carrera amb papers protagonitzats, però la diminuta Clark tenia aspecte de nena, com Mary Pickford, que desmentia els seus anys. A més, el cinema no es va desenvolupar ni es va madurar prou per mostrar Clark durant la seva joventut al tombant de segle. Aquestes van ser algunes de les raons per les quals les estrelles establertes de Broadway van rebutjar les primeres ofertes de pel·lícules. Els llargmetratges eren inaudits quan Clark tenia 20 anys. Va fer la seva primera aparició a la pantalla al curtmetratge Wildflower, dirigit per Allan Dwan.
L'aparició de Marguerite Clark com a actriu de cinema destacada va ser reconeguda el 1915, quan Moving Picture World, en una ressenya de The Goose Girl, basada en un best-seller de 1909 de Harold MacGrath, va informar que Clark "conquereix el seu públic en un instant". Va actuar a la producció de llargmetratge The Seven Sisters (1915), dirigida per Sidney Olcott, i va repetir un paper a Broadway, protagonitzant el primer llargmetratge, Blancaneus (1916), dirigida en aquesta i altre pel·lícules per J. Searle Dawley, entre aquestes destaquen quan va interpretar els personatges de "Little Eva St. Clair" i "Topsy" al llargmetratge Uncle Tom's Cabin (1918).
Clark va protagonitzar Come Out of the Kitchen (1919), que es va filmar a Pass Christian, Mississippi, a Ossian Hall. El mateix any, es va matricular com a terratinenta a les reserves navals. Clark va fer totes les seves 40 pel·lícules menys una amb Famous Players–Lasky, la darrera amb ells el 1920 titulada Easy to Get, on va protagonitzar al costat de l'actor de cinema mut Harrison Ford. La seva següent pel·lícula, el 1921, va ser realitzada per la seva pròpia productora per a la distribució de First National Pictures. Com una de les actrius més populars de la dècada de 1920 i una de les millor pagades de la indústria, el seu nom només va ser suficient per garantir un èxit raonable de taquilla. Com a tal, Scrambled Wives es va fer sota la seva direcció, després de la qual cosa es va retirar als 38 anys per estar amb el seu marit a la seva finca rural a Nova Orleans.
La crítica Alice Hall, escrivint a la revista Picturegoer (abril de 1921), va observar que la Clark, de 34 anys, gairebé al final de la seva carrera cinematogràfica “sembla haver descobert el secret de la joventut perpètua, a més, haver combinat la gràcia i l'encant que només la saviesa de l'experiència pot aportar”.

### Rivalitat amb Pickford[10]
Mary Pickford i Marguerite Clark treballaven al mateix estudi de cinema, Famous Players–Lasky, ja que van emergir com les principals estrelles de Hollywood de l'era del cinema mut. Mentre les dos es van mantenir personalment desvinculades, es va desenvolupar una "rivalitat definitiva" sobre els seus respectius èxits crítics i populars.
Segons l'historiador del cinema Paul O'Dell, la competència es va evidenciar principalment per l'aparent hostilitat entre la mare de Pickford, Charlotte, i la mare de Clark, Helen, així com la seva germana gran, Cora. La rivalitat es va fer explícita el 1918 quan la Motion Picture Magazine va realitzar una enquesta entre els aficionats al cinema que va obtenir 158.199 vots a Pickford contra els 138.852 de Clark (53% a 47%).

## Vida personal

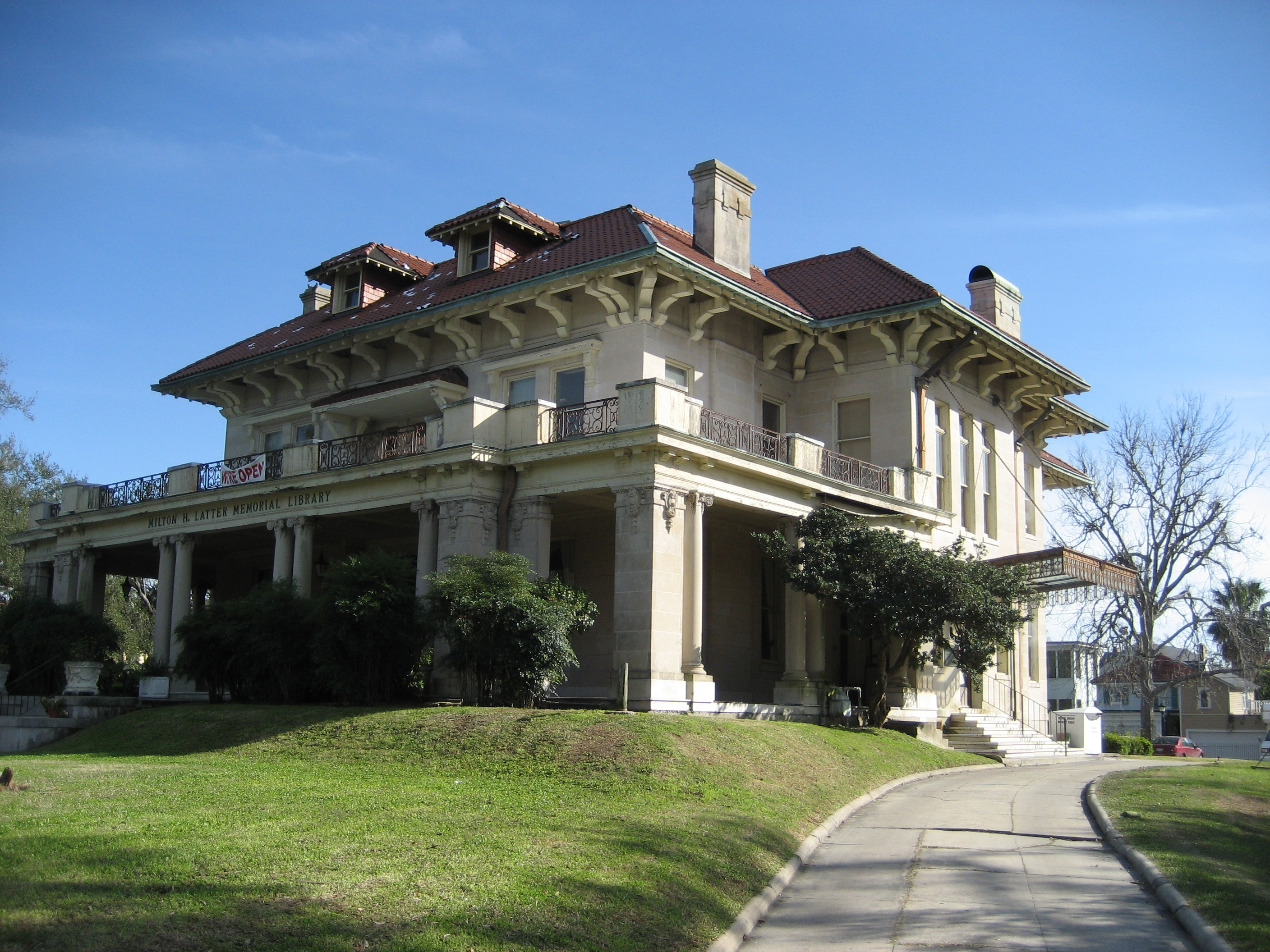
L'antiga mansió de Clark i Williams a St. Charles Avenue a Uptown New Orleans, actualment una branca de la Biblioteca Pública de Nova Orleans

El 15 d'agost de 1918, Clark es va casar amb el propietari d'una plantació a Nova Orleans, Louisiana i empresari milionari —aleshores tinent de l'exèrcit nord-americà— Harry Palmerston Williams, un matrimoni que va acabar amb la mort de Williams el 19 de maig de 1936 a un accident d'avió. Després de la seva mort, Clark va ser propietària de la Wedell-Williams Air Service Corporation, que havia construït i volat aeronaus, juntament amb altres empreses d'aviació, fins que se la va vendre el 1937.

## Mort
Després de la mort del seu marit, Clark es va traslladar a la ciutat de Nova York on va viure amb la seva germana Cora. El 20 de setembre de 1940 va ingressar al sanatori LeRoy on va morir cinc dies després d'una pneumònia. El 28 de setembre es va celebrar un funeral privat a la capella funerària de Frank E. Campbell. Va ser incinerada i enterrada amb el seu marit al cementiri de Metairie a Nova Orleans.
Per la seva contribució a la indústria del cinema, Marguerite Clark té una estrella al Passeig de la Fama de Hollywood al 6304 Hollywood Boulevard.

## Crèdits de Broadway

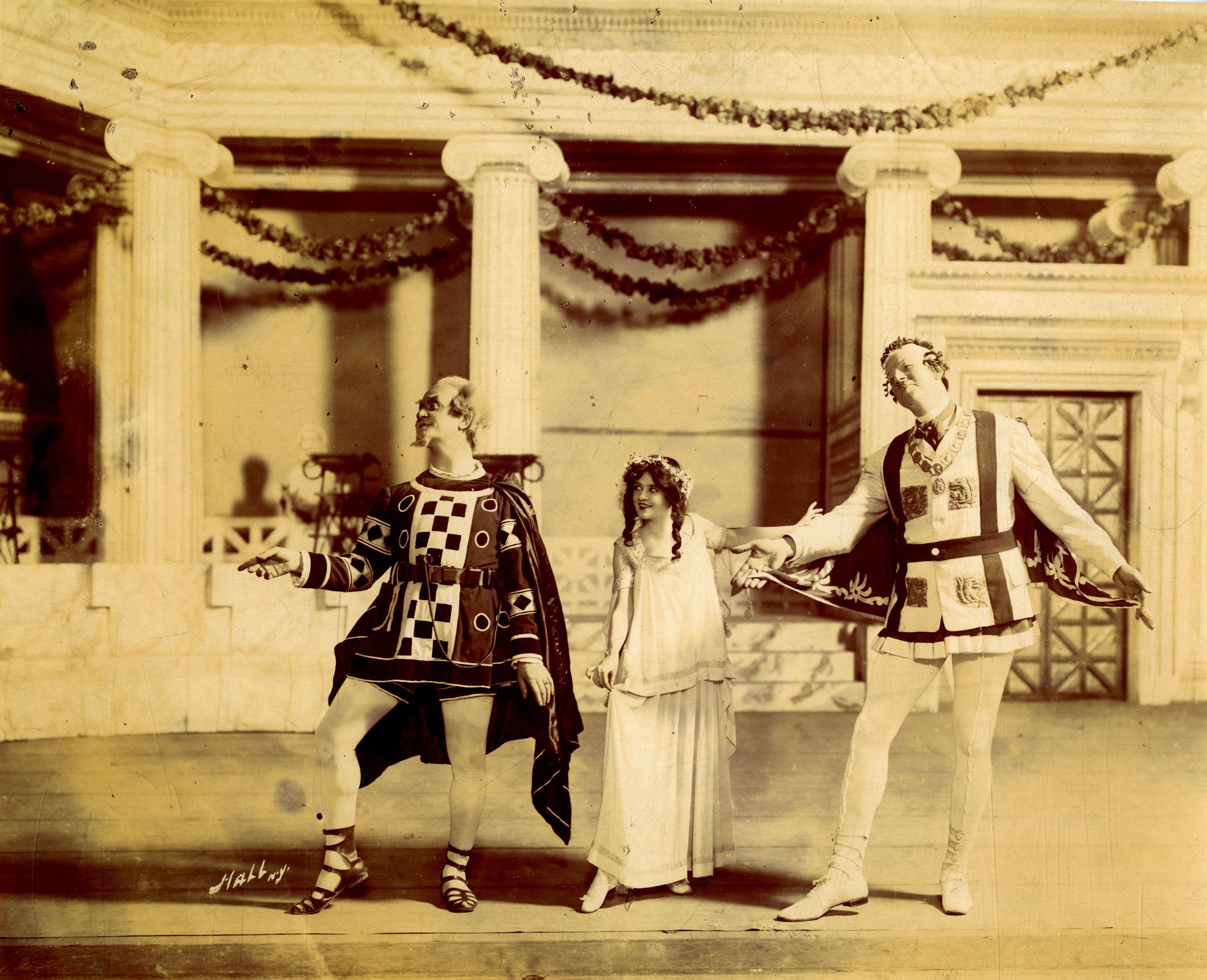
Una escena de Happyland, amb De Wolf Hopper i William Wolfe.

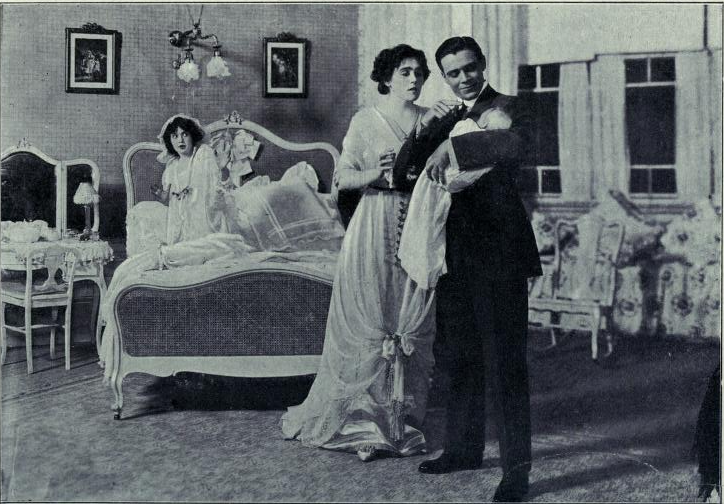
Marguerite Clark, Ivy Troutman i Ernest Glendinning a Baby Mine, fotografia publicada a The Stage Year Book (1911).

| Data                            | Producció                                    | Paper                             |
| ------------------------------- | -------------------------------------------- | --------------------------------- |
| 24 setembre – 10 novembre 1900  | The Belle of Bohemia                         | Rosie Mulberry                    |
| 7 octubre – 30 novembre 1901    | The New Yorkers                              | Mary Lamb                         |
| 5 maig – 30 agost 1902          | The Wild Rose                                | Tinent Gaston Gardennes           |
| 19 gener – maig 1903            | Mr. Pickwick                                 | Polly                             |
| 22 juny – 18 juliol 1903        | George W. Lederer's Mid-Summer Night Fancies | Dorothy                           |
| 2 octubre 1905 – 2 juny 1906    | Happyland                                    | Sylvia                            |
| 3 desembre 1908 – 16 gener 1909 | The Pied Piper                               | Elviria                           |
| 10 abril – 7 agost 1909         | The Beauty Spot                              | Nadine, filla del General Samovar |
| 10 gener – 22 gener 1910        | The King of Cadonia                          | Princess Marie                    |
| Des del 20 gener 1910           | The Wishing Ring                             |                                   |
| 10 maig – juny 1910             | Jim the Penman                               |                                   |
| Des del 23 agost 1910           | Baby Mine                                    | Zoie Hardy                        |
| 14 octubre – desembre 1912      | The Affairs of Anatol                        | Hilda                             |
| Des del 7 novembre 1912         | La Blancaneus i els set nans                 | Blancaneus                        |
| 1 maig – maig 1913              | Are You a Crook?                             | Amy Herrick                       |
| 27 octubre 1913                 | Prunella                                     | Prunella                          |

## Filmografia

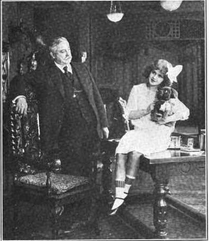
Clark a Molly Make-Believe (1916)

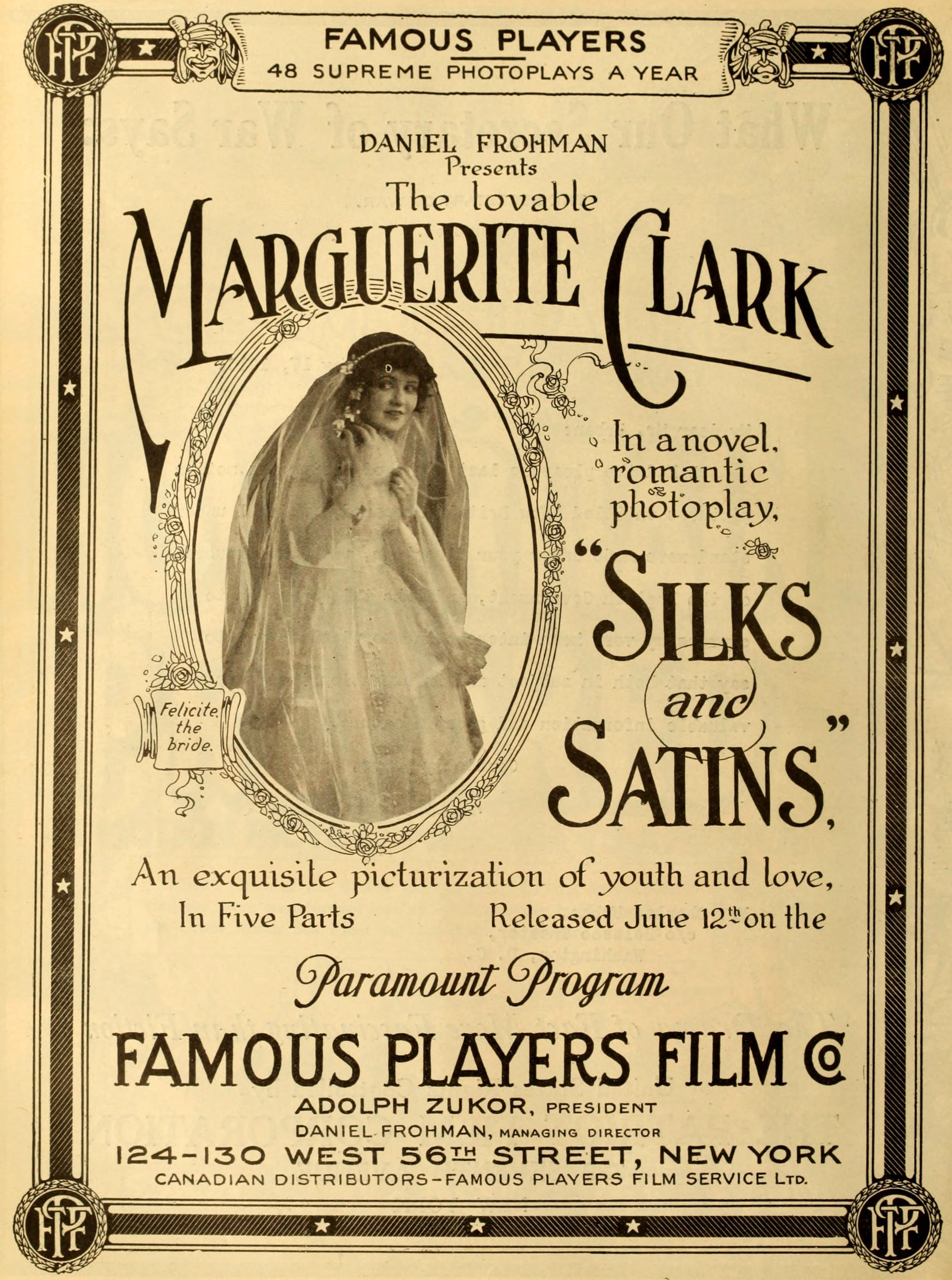
Silks and Satins (1916)

| Any  | Títol                                          | Paper                             | Notes                 |
| ---- | ---------------------------------------------- | --------------------------------- | --------------------- |
| 1914 | Wildflower                                     | Letty Roberts                     | Pel·lícula perduda    |
| 1914 | The Crucible                                   | Jean                              | Pel·lícula perduda    |
| 1915 | The Goose Girl                                 | Gretchen                          | Pel·lícula perduda    |
| 1915 | Gretna Green                                   | Dolly Erskine                     | Pel·lícula perduda    |
| 1915 | The Pretty Sister of Jose                      | Pepita                            | Pel·lícula perduda    |
| 1915 | The Seven Sisters                              | Mici                              | Pel·lícula perduda    |
| 1915 | Heléne of the North                            | Heléne Dearing                    | Pel·lícula perduda    |
| 1915 | Still Waters                                   | Nesta                             | Pel·lícula perduda    |
| 1915 | The Prince & the Pauper                        | Prince Edward/Tom Canty           | Pel·lícula perduda    |
| 1916 | Mice and Men                                   | Peggy                             | Pel·lícula perduda    |
| 1916 | Out of the Drifts                              | Elise                             | Pel·lícula perduda    |
| 1916 | Molly Make-Believe                             | Molly                             | Pel·lícula perduda    |
| 1916 | Silks and Satins                               | Felicite                          |                       |
| 1916 | Little Lady Eileen                             | Eileen Kavanaugh                  | Pel·lícula perduda    |
| 1916 | Miss George Washington                         | Bernice Somers                    | Pel·lícula perduda    |
| 1916 | Snow White                                     | Blancaneu                         |                       |
| 1917 | The Fortunes of Fifi                           | Fifi                              | Pel·lícula perduda    |
| 1917 | The Valentine Girl                             | Marion Morgan                     | Pel·lícula perduda    |
| 1917 | The Amazons                                    | Lord Tommy                        | Pel·lícula perduda    |
| 1917 | Bab's Diary                                    | Bab Archibald                     | Pel·lícula perduda    |
| 1917 | Bab's Burglar                                  | Bab Archibald                     | Pel·lícula perduda    |
| 1917 | Bab's Matinee Idol                             | Bab Archibald                     | Pel·lícula perduda    |
| 1917 | The Seven Swans                                | Princess Tweedledee               | Pel·lícula perduda    |
| 1918 | Rich Man, Poor Man                             | Betty Wynne                       | Pel·lícula perduda    |
| 1918 | Prunella                                       | Prunella                          | Pel·lícula incompleta |
| 1918 | Uncle Tom's Cabin                              | Little Eva St. Clair/Topsy        | Pel·lícula perduda    |
| 1918 | Out of a Clear Sky                             | Contesa Celeste de Bersek i Krymm | Pel·lícula perduda    |
| 1918 | The Biggest and the Littlest Lady in the World | The Little Lady                   | Pel·lícula perduda    |
| 1918 | Little Miss Hoover                             | Ann Craddock                      |                       |
| 1919 | Mrs. Wiggs of the Cabbage Patch                | Lovey Mary                        |                       |
| 1919 | Three Men and a Girl                           | Sylvia Weston                     | Pel·lícula perduda    |
| 1919 | Let's Elope                                    | Eloise Farrington                 | Pel·lícula perduda    |
| 1919 | Come Out of the Kitchen                        | Claudia Daingerfield              | Pel·lícula perduda    |
| 1919 | Girls                                          | Pamela Gordon                     | Pel·lícula perduda    |
| 1919 | Widow by Proxy                                 | Gloria Grey                       | Pel·lícula perduda    |
| 1919 | Luck in Pawn                                   | Annabel Lee                       |                       |
| 1919 | A Girl Named Mary                              | Mary Healey                       | Pel·lícula perduda    |
| 1920 | All of a Sudden Peggy                          | Peggy O'Hara                      | Pel·lícula perduda    |
| 1920 | Easy to Get                                    | Molly Morehouse                   | Pel·lícula perduda    |
| 1921 | Scrambled Wives                                | Miss Mary Lucille Smith           | Pel·lícula perduda    |